# .gq
.gq ist die länderspezifische Top-Level-Domain (ccTLD) von Äquatorialguinea. Sie existiert seit dem 10. Juli 1997 und wird von der GETESA verwaltet.
Wie bei .tk kann jede Person kostenlos eine .gq Domain registrieren ohne selbst im Land anwesend zu sein.